# Magnolia hodgsonii
Magnolia hodgsonii là một loài thực vật có hoa trong họ Magnoliaceae. Loài này được (Hook.f. & Thomson) H.Keng mô tả khoa học đầu tiên năm 1978.